# Нілтон Сантус
Ні́лтон Са́нтус (порт. Nílton Santos, нар. 16 травня 1925, Ріо-де-Жанейро — † 27 листопада 2013) — бразильський футболіст, захисник. Дворазовий чемпіон світу.
Входить в список 50 найкращих футболістів XX століття за версією Guerin Sportivo і в число 100 найкращих футболістів XX століття за версією World Soccer і Voetbal International. Входить до списку найкращих гравців XX століття в Південній Америці за опитуванням IFFHS. Член ФІФА 100. Член символічної збірної чемпіонату світу 1958. Володар почесної премії майстрам бразильського футболу. Вважається одним з найкращих лівих захисників в історії футболу.

## Клубна кар'єра
Народився 16 травня 1925 року в місті Ріо-де-Жанейро. Вихованець футбольної школи клубу «Ботафогу». Дорослу футбольну кар'єру розпочав 1948 року в основній команді того ж клубу, кольори якої і захищав протягом усієї своєї кар'єри гравця, що тривала цілих вісімнадцять років. Більшість часу, проведеного у складі «Ботафогу», був основним гравцем захисту команди.

## Виступи за збірну
1945 року дебютував в офіційних матчах у складі національної збірної Бразилії.
У складі збірної був учасником чотирьох чемпіонатів світу (1950, 1954, 1958, 1962), на двох з яких перемагав, а також чотирьох кубків Америки.
Протягом кар'єри у національній команді, яка тривала 18 років, провів 75 матчів, забивши 3 голи.

## Титули і досягнення
- Чемпіон Південної Америки: 1949
- Срібний призер Чемпіонату Південної Америки: 1953, 1957, 1959 (Аргентина)
- Переможець Панамериканського чемпіонату: 1952
- Чемпіон світу: 1958, 1962
- Віце-чемпіон світу: 1950